# Trihoptere
Trihopterele sau tricopterele (Trichoptera) (din greaca trichos = păr; pteron = aripă), numite popular friganide sau frigane, un ordin de insecte zburătoare asemănătoare cu fluturii, comune în preajma apelor, ale căror larve viețuiesc în apele dulcicole curgătoare (= râuri) torentoase și lente sau stagnante (= bălți) cu multă vegetație, unde stau la fund la adâncime mică, majoritatea vârâte în niște căsuțe tubulare, pe care și le construiesc din materiale locale din apă.

## Insectele adulte
Sunt insecte aripate, în general micuțe, foarte asemănătoare cu fluturii
Ambele perechi de aripi sunt membranoase, cele anterioare mai înguste și ceva mai lungi, în repaus strânse ca un acoperiș de casă. Aripile sunt totdeauna acoperite cu o pubescență deasă, fină, formată dintr-un mare număr de peri lungi, mătăsoși, care la fluturi sunt transformați în solzi, însă chiar și unele trihoptere au solzi. Culoarea acestor peri dau atât colorația aripii cât și petele și desenele de pe aripi, mai ales pe cele anterioare. Au dispozitive de cuplare a aripilor, ca la panorpate și la fluturi. La cele mai multe specii nervația este de tip primitiv, dar cu puține nervuri accesorii; la unele specii nervația aripilor este mult redusă. Nervația aripii este foarte caracteristică și particulară fiecărei specii, servind astfel la determinarea formelor. Determinările se fac luând în considerație și armătura genitală a masculilor, care au însă piese foarte fine și foarte fragile și greu de observat.
Capul este ortognat cu antenele filiforme și lungi și cu doi ochi mici. Aparatul bucal este adaptat la lins și supt, deosebit însă în detalii de cel de la fluturi. Piesele bucale sunt mult reduse, iar palpii maxilari și cei labiali bine dezvoltați. Palpii maxilari au 5 articole, iar labium are o formă de linguriță (adaptat la lins).
Picioarele au o conformație normală. Tarsele sunt formate din 5 articole. Tibiile și tarsele poartă niște spini caracteristici.
Adulții stau în preajma apelor, mai mult ascunși prin stufișuri, printre plante. Sunt nocturni sau crepusculari, rareori zboară ziua, majoritatea zboară seara și noaptea. Zborul lor este încet și destul de scurt.
Adulții trăiesc puțin, de regulă numai câteva zile și foarte rar 2-3 săptămâni; nu se hrănesc în acest timp și numai uneori ling nectar din flori sau picături de apă de pe frunzele plantelor.
Dezvoltarea este holometabolă. Depun ouăle în pachet, prinse într-o gelatină și lipite, în momentul depunerii, pe pietrele sau plantele din apă.

## Larvele

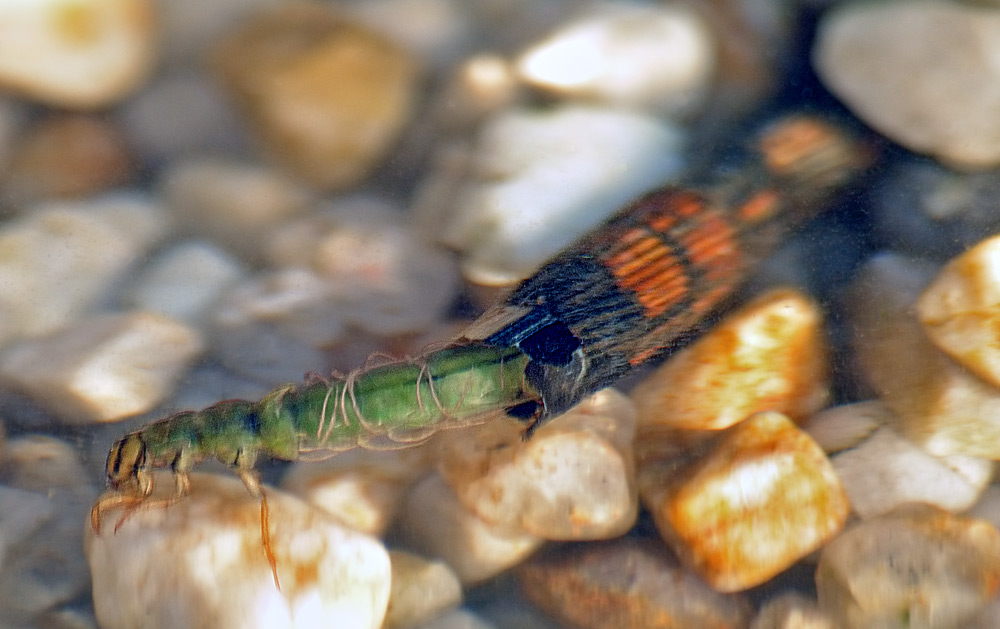
Larvă în căsuță tubulară

Larvele de trihoptere sunt acvatice și trăiesc în ape dulci, stagnante sau curgătoare și se întâlnesc adesea în mare număr în bălți și râuri. Numai o singură specie este terestră, Enoicyla pusilla, care își construiește un tub din nisip și resturi de plante și trăiește tot prin apropierea apelor, prin mușchi.
Larvele cu ajutorul glandelor sericigene își construiesc căsuțe tubulare ca niște manșoane, numite tuburi, deschise la ambele capete, pe care le poartă cu ele și pe care le îmbracă pe dinafară cu diferite materiale din apă: nisip, bucăți de plante, cu cochilii mici sau cu fragmente de cochilii de scoici. Aceste materiale nu sunt luate la întâmplare, fiecare specie de trihopter ia totdeauna aceleași feluri de materiale, astfel că speciile pot să fie recunoscute și după aceste căsuțe. Larvele stau vârâte cu cea mai mare parte a corpului lor în aceste tuburi și scot afară numai partea anterioară a corpului, târând după ele tubul.
La multe specii, larvele construiesc din fir de mătase capcane sau vârșe, plase, care le servesc ca adăpost și la prinderea unor animale acvatice mici.
Larvele au un aparat bucal masticator.
Larvele sunt de două tipuri: eruciforme (tip eruciform) asemănătoare cu omida și campodeide (tip campodeiform) asemănătoare cu Campodea.
Larvele campodeiforme se întâlnesc mai rar: la familiile Rhyacophilidae și Hydropsychidae. Ele nu își fac tub, ci se mișcă liber în apă.
Larvele eruciforme au capul, de regulă, ortognat. Pe primul segment abdominal au apendice abdominale, nearticulate, iar pe ultimul segment abdominal o pereche de apendice, articulate, care poartă niște gheare și cârlige de diferite forme cu care larvele se țin bine agățate în interiorul tubului. Și larvele fără tuburi au apendice abdominale, dar care sunt mult reduse.
Biologia larvelor de trihoptere, ca și a nimfelor lor, este deosebit de interesantă, mai ales prin marea variație a formelor tuburilor larvare și a materialelor din care sunt construite.
Larvele respiră prin branhiile abdominale, rareori prin branhiile toracice (traheene)
Larvele sunt fitofage sau prădătoare.
Viața larvelor este cu mult mai lungă ca a adulților.

## Importanța
Prezintă importanță pentru piscicultură, fiindcă constituie hrana multor pești, mai ales a salmonidelor. Servesc și ca nadă naturală pentru pescuitul sportiv. Sunt specii indicatoare de ape curate, bine oxigenate.

## Sistematica
Trihopterele au apărut din triasicul superior și mijlociu.
În fauna actuală se cunosc peste 7 000 de specii, care sunt răspândite pe tot globul. În România au fost studiate de Adriana Murgoci și Lazăr Botoșăneanu.
Clasificarea tricopterelor a suferit numeroase modificări. O clasificare admisă mai recent cuprinde 3 subordine (Annulipalpia, Spicipalpia și Integripalpia) cu un total de 58 familii, dintre care 14 dispărute.
- Subordinul Annulipalpia
  - Suprafamilia Hydropsychoidea
    - Familia Dipseudopsidae
    - Familia Ecnomidae
    - Familia †Electralbertidae
    - Familia Hydropsychidae
    - Familia Polycentropodidae
    - Familia Psychomyiidae
    - Familia Xiphocentronidae

  - Suprafamilia Philopotamoidea
    - Familia Philopotamidae
    - Familia Stenopsychidae
- Subordinul Integripalpia
  - Suprafamilia Leptoceroidea
    - Familia Atriplectididae
    - Familia Calamoceratidae
    - Familia Molannidae
    - Familia Leptoceridae
    - Familia Limnocentropodidae
    - Familia Odontoceridae
    - Familia Philorheithridae

  - Suprafamilia Limnephiloidea
    - Familia Apataniidae
    - Familia Brachycentridae
    - Familia Goeridae
    - Familia Limnephilidae
    - Familia Lepidostomatidae
    - Familia Oeconesidae
    - Familia Pisuliidae
    - Familia Rossianidae
    - Familia †Taymyrelectronidae
    - Familia Uenoidae

  - Suprafamilia †Necrotaulioidea
    - Familia †Necrotauliidae

  - Suprafamilia Phyrganeoidea
    - Familia †Baissoferidae
    - Familia †Dysoneuridae
    - Familia †Kalophryganeidae
    - Familia Phyrganeidae
    - Familia Phyrganopsychidae
    - Familia Plectrotarsidae

  - Suprafamilia Sericostomatoidea
    - Familia Anomalopsychidae
    - Familia Antipodoeciidae
    - Familia Barbarochthonidae
    - Familia Beraeidae
    - Familia Calocidae
    - Familia Chathamiidae
    - Familia Conoesucidae
    - Familia Helicophidae
    - Familia Helicopsychidae
    - Familia Hydrosalpingidae
    - Familia Kokiriidae
    - Familia Petrothrincidae
    - Familia Sericostomatidae

  - Suprafamilia Tasimioidea
    - Familia Tasimiidae

  - Suprafamilia †Vitimotaulioidea
    - Familia †Vitimotauliidae
    - Familia †Cladochoristidae
    - Familia †Microptysmatidae
    - Familia †Prosepididontidae
    - Familia †Protomeropidae
    - Familia †Uraloptysmatidae
- Subordinul Spicipalpia
  - Suprafamilia Hydroptiloidea
    - Familia Glossosomatidae
    - Familia Hydroptilidae
    - Familia Ptilocolepidae

  - Suprafamilia Rhyacophiloidea
    - Familia Hydrobiosidae
    - Familia Rhyacophilidae